# (523) Ada
(523) Ada es un asteroide perteneciente al cinturón de asteroides descubierto el 27 de enero de 1904 por Raymond Smith Dugan desde el observatorio de Heidelberg-Königstuhl, Alemania.
Está nombrado en honor de Ada Helme.